# Mehrgarh
Mehrgarh (beludzs: Mehrgaŕh; pastu: مهرګړ; urdu: مہرگڑھ) az egyik a legfontosabb neolit kori régészeti lelőhely. A ma beludzsok lakta Beludzsisztánban, Szíbi és Kvetta között, az Indus völgyétől nyugatra, a Kecsi-síkságon fekszik a mai Pakisztán területén. Vidéke az egyik legrégebbi dél-ázsiai terület, ahol a földművelés és az állattenyésztés nyomai fennmaradtak. Legfontosabb, jellemző termények voltak a búza és az árpa, valamint javarészt szarvasmarha, birka és kecske tartásával foglalkoztak az egykor itt élő emberek.
A hely közel van a Bolan hágóhoz, az Indus folyó völgyétől nyugatra található, a mai pakisztáni városok között, úgy mint Kvetta, Kalat és Szíbi. Mehrgarht 1974-ben tárta fel egy francia régész csapat, Jean-François Jarrige francia  archeológus vezetésével. Az ásatások 1974 és 1986 között folytak. A legkorábbi betelepülés Mehrgarhba – az 1250 ha-os feltárás északkeleti csücskén – egy kicsi földműves falu, az I. e. 7 – 5. évezredből.
Beludzsisztán (régió) a történelemben úgy ismert, mint Makrán. Az ókori perzsák (Persis) Mahi khoran, azaz halevő Maka satrapiának, a görögök Pura fővárossal Gedrosia tartománynak nevezték. A halevő (Ichthyophagoi) valószínűleg a bőséges halászattal is összefügghet, vagy az ókori nevük ehhez a perzsa szóhoz állt legközelebb. Figyelembe lehet továbbá venni a Mithra-kultusz hatását is a névben.
A hely ma az Indus-völgyi civilizáció első települései egyikének tekintett.

## Életforma és műszaki tudás
Kezdetben Mehrgarh lakói vályog tégla házakban éltek, a gabonát magtárakban tárolták, szokásos szerszámaik helyi rézércből készültek, és hatalmas kosárkonténereiket szurokkal (bitumen) vonták be. Hatsoros árpát (Hordeum vulgare), vad-búzát (Triticum monococcum), búzát (Triticum dicoccon), jujubát és a datolyát termesztették. Legeltettek juhot, kecskét, és marhát. A későbbi korokban (i. e.5500-i. e.2600) nagyon megerősödött a kézműipar, úgymint kő-pattintó, cserző-varga, gyöngy-füzér készítő, és fémmegmunkáló szakmák. A hely folyamatosan lakott volt kb i. e. 2600-ig.
2006 áprilisában a Nature tudományos folyóiratban bejelentették az ember történelmének legrégebbi (és az első korai neolitikus), élő emberen sikeresen végrehajtott fogfúrás bizonyítékának felfedezését, amit egy sírban 9 felnőttön, 'Mehrgarh'-ban találtak.